# Ujskoe
Ujskoe (in russo Уйское?) è un villaggio della Russia che appartiene all'oblast' di Čeljabinsk; è il centro amministrativo del rajon Ujskij.
Si trova sul fiume Uj, 124 km a sud-ovest di Čeljabinsk.